# Star Modelo Z-45
El Star Modelo Z-45 es un subfusil  desarrollado por empresa de armas cortas española STAR, Bonifacio Echeverría S.A.. Esta empresa se ubicaba en la localidad guipuzcoana de Éibar en País Vasco, España. Esta localidad y su entorno, la comarca del Bajo Deva, tienen una gran tradición en la fabricación armera llegando a adquirir el sobrenombre de la ciudad armera. El Star Z-45 era un subfusil español, derivado del MP40 alemán.
El Z-45 fue el subfusil que dio relevancia a la Star como fabricante de este tipo de armas, fue fabricado entre los años 1945 y 1962. Fue el subfusil reglamentario del ejército español durante más de 20 años hasta su reemplazo por el modelo Z-62. 
Hecho enteramente de acero y casi idéntico al subfusil alemán MP40, utilizaba el cartucho 9 x 23 Bergmann-Bayard conocido como 9 mm Largo. Tenía un freno de boca, para reducir el retroceso de este cartucho, y su cañón estaba cubierto con camisa perforada para facilitar la refrigeración y proteger al usuario de quemaduras. La manija de amartillado estaba a la derecha del arma y la selección del modo de tiro se realiza mediante un disparador (gatillo) con dos secciones. Se fabricaron con culata de madera fija y culata plegable. 
De excelente resultado y de una alta durabilidad fue muy bien aceptada en el mercado internacional, siendo exportada a muchos países como Chile, Cuba, Portugal, Marruecos y Arabia Saudita entre otros. Según el cliente, el Z-45 se fabricó para los cartuchos 9 x 19 Parabellum y .45 ACP.
Las medidas del arma son:
- Longitud arma: 600 mm
- Longitud cañón: 210 mm
- Peso sin cargador: 3.500 g[6]
- Peso con cargador de 30 cartuchos: 4.524 gramos
- Cargadores: 10 o 30 cartuchos
- Cadencia de tiro teórica: 450 disparos/minuto

## Diseño
Sus mecanismos internos son similares a los del MP40. Pero al contrario del subfusil alemán, el Z-45 tiene un selector de disparo que le permite disparar en modo semiautomático o en modo automático. El arma se fabricó en versiones con culata plegable y con culata fija de madera. La recámara del cañón del Z-45 estaba acanalada para facilitar la extracción del potente cartucho 9 x 23 Largo. La mayoría de los Z-45 fueron suministrados con un cargador de 30 cartuchos, pero también estaba disponible un cargador de 10 cartuchos para los oficiales de policía o guardias de prisión.
También se produjeron versiones que disparaban los cartuchos 9 x 19 Parabellum, .38 Super y .45 ACP, ya que el cañón podía reemplazarse con facilidad.

## Servicio e historial de combate
Fue diseñado entre 1942 y 1945. El Star Z-45 fue adoptado por la Guardia Civil en 1945, por el Cuerpo de Policía Armada y de Tráfico al año siguiente, por la Fuerza Aérea en 1947 y finalmente por el Ejército en 1948. Fue empleado en combate durante la guerra de Ifni contra el Ejército de Liberación Marroquí.

## Usuarios
- Angola[11]
- Arabia Saudita[9]
- Chile[9]
- Cuba[12]
- Egipto[13]
- España[14]
- Mauritania[15]
- Perú[16]
- Portugal[17]
- Uruguay[9]
- Zimbabue[9]